# Lucas Larade
Lucas Alexis Larade (Villeneuve-Saint-Georges, 26 juni 1999) is een Frans voetballer die sinds 2023 onder contract ligt bij FK Jerv.

## Carrière
Larade begon zijn jeugdcarrière bij US Ivry. Hij werd er weggeplukt door US Créteil-Lusitanos, waar hij op 19 mei 2018 zijn officiële debuut maakte in het tweede elftal van de club in de Championnat National 3. In het seizoen 2019/20 maakte hij ook zijn officiële debuut in het eerste elftal van de club.
In 2021 versierde hij een transfer naar AS Monaco. Daar was hij in het seizoen 2021/22 een vaste waarde bij het B-elftal van de club in de Championnat National 2. In juni 2022 was hij een van de vijf Monaco-spelers die naar Cercle Brugge, de Belgische dochterclub van Monaco, werden gestuurd voor een proefperiode. Uiteindelijk maakte hij in juli 2022, net als Louis Torres, op definitieve basis de overstap naar Cercle Brugge, waar hij een contract voor één seizoen plus optie op een tweede ondertekende.
Larade speelde in het seizoen 2022/23 vijf competitiewedstrijden voor Jong Cercle, het tweede elftal van Cercle in de Tweede afdeling. De Fransman mocht vijf keer starten van trainer Bart Plasschaert, al zorgde dat op 10 december 2022 niet voor veel speelminuten: tegen KSC Lokeren-Temse kreeg hij na drie minuten immers al een rode kaart onder de neus geduwd.
Larade speelde uiteindelijk nooit een officiële wedstrijd voor het eerste elftal van Cercle Brugge. In maart 2023 maakte hij de definitieve overstap naar de Noorse tweedeklasser FK Jerv.